# Prager Oberpostamtzeitung
K. k. Prager Oberpostamtzeitung nebo Oberpostamts-Zeitung (česky C.k. pražský poštovní deník) byl oficiální německy psaný pražský deník pro České království.

## Historie a profil
K. k. Prager Oberpostamts-Zeitung byl nástupcem staršího děníku Prager Post-Zeitung. Vycházel od 2. ledna 1781 do roku 1814 v nakladatelství Johanna Ferdinanda von Schönfelda, nejvýznamnějšího českého tiskaře, nakladatele, knihkupce a výrobce papíru své doby.
Noviny vycházely třikrát týdně, v pondělí, ve středu a v pátek, jako oficiální deník pro České království.
Kromě politických zpráv z celého světa a z Rakouska obsahoval i rozsáhlou fejetonovou část. Jednalo se o novinky o koncertech, opeře a divadelních představeních, což souviselo také s velkým Schönfeldovým zájmem o hudbu. Schönfeld, který od poloviny 90. let 18. století působil ve Vídni jako sběratel umění a mecenáš spolu se svou manželkou Johannou rozenou Löhnertovou byl v roce 1795 jedním z předplatitelů Beethovenova Klavírního tria op. 1, následujícího roku v Hudební ročence ve Vídni a Praze označil teprve 25letého Beethovena za „hudebního génia“.
V tomto ohledu jsou noviny důležitým zdrojem informací také pro výzkum okolností Mozartova pobytu v Praze, stejně jako pro výzkum událostí Beethovena života. Denní seznamy cizinců, které byly vytištěny pod heslem „Angekommene in Prag“ („Přišedší do Prahy“), umožňují dokumentovat i pozdější pobyt významných osobností ve městě. Podařilo se tak například zdokumentovat Beethovenovu cestu do Prahy v souvislosti s jeho slavným dopisem své Nehynoucí lásce (Unsterbliche Geliebte) z roku 1812 a také zkoumat místo pobytu neznámé adresátky.
Dodnes se zachovalo jen několik exemplářů. Nejrozsáhlejší fond je k dispozici v České národní knihovně, kde jsou uchovány kompletní svazky z let 1802-1814.
Nástupcem K. k. Prager Oberpostamts-Zeitung byl od roku 1814 K. k. privilegirte Prager Zeitung.